# Ryder Cup 2006
La 36ª Ryder Cup tuvo lugar entre el 22 y el 24 de septiembre de 2006 en el The K Club de Straffan en el Condado de Kildare, Irlanda. Fue la primera vez en la historia de la competición en disputarse en Irlanda, y la segunda en que Europa juegue como local fuera del Reino Unido.
El equipo europeo retuvo el trofeo, tras ganar al equipo de los Estados Unidos por un marcador final de 18½ contra 9½.

## Los equipos
Los diez mejores jugadores de ambos equipos son elegidos mediante un sistema de puntuación en el que se toman los resultados en diversos torneos (cada una de las asociaciones de jugadores tienen unos baremos distintos). Los otros dos jugadores son elegidos por el capitán de cada equipo.

### Estados Unidos
| Equipo de Estados Unidos |      |                             |                       |
| Nombre                   | Edad | Residencia                  | Notas                 |
| Tom Lehman               | 47   | Austin, Minnesota           | Capitán del equipo    |
| Tiger Woods              | 30   | Windermere, Florida         |                       |
| Phil Mickelson           | 36   | Rancho Santa Fe, California |                       |
| Jim Furyk                | 36   | Ponte Vedra Beach, Florida  |                       |
| Chad Campbell            | 32   | Lewisville, Texas           |                       |
| David Toms               | 39   | Monroe, Luisiana            |                       |
| Chris DiMarco            | 38   | Orlando, Florida            |                       |
| Vaughn Taylor            | 30   | Augusta, Georgia            | Primera participación |
| J.J. Henry               | 31   | Fairfield, Connecticut      | Primera participación |
| Zach Johnson             | 30   | Cedar Rapids, Iowa          | Primera participación |
| Brett Wetterich          | 33   | Cincinnati, Ohio            | Primera participación |
| Stewart Cink             | 33   | Huntsville, Alabama         | Elección del capitán  |
| Scott Verplank           | 42   | Dallas, Texas               | Elección del capitán  |

### Europa
| Equipo de Europa    |              |      |                           |                       |
| Nombre              | Nacionalidad | Edad | Residencia                | Notas                 |
| Ian Woosnam         | Reino Unido  | 48   | Llanymynech, Powys, Gales | Capitán del equipo    |
| Luke Donald         | Reino Unido  | 28   | High Wycombe, Reino Unido |                       |
| Sergio García       | España       | 26   | Borriol, España           |                       |
| Henrik Stenson      | Suecia       | 30   | Dubái, EAU                | Primera participación |
| David Howell        | Reino Unido  | 31   | Weybridge, Reino Unido    |                       |
| Colin Montgomerie   | Reino Unido  | 43   | Oxshott, England          |                       |
| Robert Karlsson     | Suecia       | 37   | Mónaco                    | Primera participación |
| Paul Casey          | Reino Unido  | 29   | Weybridge, Reino Unido    |                       |
| Pádraig Harrington  | Irlanda      | 35   | Dublín, Irlanda           |                       |
| José María Olazábal | España       | 40   | Fuenterrabía, España      |                       |
| Paul McGinley       | Irlanda      | 39   | Sunningdale, Reino Unido  |                       |
| Darren Clarke       | Reino Unido  | 38   | Chobham, Reino Unido      | Elección del capitán  |
| Lee Westwood        | Reino Unido  | 33   | Worksop, Reino Unido      | Elección del capitán  |

## El recorrido
The K Club tiene dos recorridos diseñados por el exjugador Arnold Palmer y la 36.ª Ryder Cup se jugó en el recorrido Norte o Recorrido Palmer. Diseñado en 1991 por Palmer y su mano derecha Ed Seay, el recorrido se encuentra situado en las orillas del río Liffey y enclavado entre los bosques del Condado de Kildare.

## Resultados

### Viernes, 22 de septiembre

#### Fourballs
El torneo empieza con uno de los mejores partidos que se pueden esperar en el torneo. Los números 1 y 2 de los Estados Unidos, Tiger Woods y Jim Furyk, contra dos de los mejores jugadores europeos Colin Montgomerie y Pádraig Harrington. El segundo partido enfrenta a dos parejas formadas por un jugador veterano y un novato: Paul Casey y Robert Karlsson contra Stewart Cink y JJ Henry. En el tercer partido de la jornada matinal, los españoles Sergio García y José María Olazábal se enfrentan al veterano David Toms y al novato Brett Wetterich. El último partido de la mañana enfrenta a Darren Clarke y Lee Westwood contra la pareja norteamericana formada por Phil Mickelson y Chris DiMarco.
|                   | Resultado         | Bandera de Unión Europea |
| ----------------- | ----------------- | ------------------------ |
| Woods/Furyk       | 1 arriba          | Montgomerie/Harrington   |
| Cink/Henry        | Empate            | Casey/Karlsson           |
| Toms/Wetterich    | 4 & 2             | García/Olazábal          |
| Mickelson/DiMarco | 1 arriba          | Clarke/Westwood          |
| 1½                | Fourballs         | 2½                       |
| 1½                | Resultado parcial | 2½                       |

#### Foursomes
|                   | Resultado             | Bandera de Unión Europea |
| ----------------- | --------------------- | ------------------------ |
| Campbell/Johnson  | Empate                | Harrington/McGinley      |
| Woods/Furyk       | 2 arriba              | Donald/García            |
| Cink/Toms         | Empate                | Howell/Stenson           |
| Mickelson/DiMarco | Empate                | Montgomerie/Westwood     |
| 1½                | Foursomes             | 2½                       |
| 3                 | Resultado 1.ª jornada | 5                        |

### Sábado, 23 de septiembre

#### Fourballs
|                   | Resultado         | Bandera de Unión Europea |
| ----------------- | ----------------- | ------------------------ |
| Cink/Henry        | Empate            | Casey/Karlsson           |
| Mickelson/DiMarco | 3 & 2             | García/Olazábal          |
| Woods/Furyk       | 3 & 2             | Clarke/Westwood          |
| Verplank/Johnson  | 2 & 1             | Stenson/Harrington       |
| 1½                | Fourballs         | 2½                       |
| 4½                | Resultado parcial | 7½                       |

#### Foursomes
|                 | Resultado            | Bandera de Unión Europea |
| --------------- | -------------------- | ------------------------ |
| Mickelson/Toms  | 2 & 1                | García/Donald            |
| Campbell/Taylor | Empate               | Montgomerie/Westwood     |
| Cink/Johnson    | 5 & 4                | Casey/Howell             |
| Woods/Furyk     | 3 & 2                | McGinley/Harrington      |
| 1½              | Foursomes            | 2½                       |
| 6               | Resultado 2ª jornada | 10                       |

### Domingo, 24 de septiembre

#### Individuales
|                 | Resultado       | Bandera de Unión Europea |
| --------------- | --------------- | ------------------------ |
| David Toms      | 1 arriba        | Colin Montgomerie        |
| Stewart Cink    | 4 & 3           | Sergio García            |
| Jim Furyk       | 2 & 1           | Paul Casey               |
| Tiger Woods     | 3 & 2           | Robert Karlsson          |
| Chad Campbell   | 2 & 1           | Luke Donald              |
| J.J. Henry      | Empate          | Paul McGinley            |
| Zach Johnson    | 3 & 2           | Darren Clarke            |
| Vaughn Taylor   | 4 & 3           | Henrik Stenson           |
| Brett Wetterich | 5 & 4           | David Howell             |
| Phil Mickelson  | 2 & 1           | José María Olazábal      |
| Chris DiMarco   | 2 arriba        | Lee Westwood             |
| Scott Verplank  | 4 & 3           | Pádraig Harrington       |
| 3½              | Individuales    | 8½                       |
| 9½              | Resultado final | 18½                      |